# Jon Harley
Jon Harley (Maidstone, Reino Unido; 26 de septiembre de 1979) es un exfutbolista y entrenador inglés. Actualmente es asistente técnico de John Mousinho en el Portsmouth Football Club de la EFL Championship de Inglaterra.
Como futbolista, jugaba de lateral y debutó profesionalmente en abril de 1998 jugando por el Chelsea ante el Derby County. En agosto de 2001 fue traspasado al recién ascendido Fulham por tres millones y medio de libras esterlinas (£ 3500.000).
Fue elegido Player of the Year del Burnley en la temporada 2005/06.

## Clubes
| Club             | País       | Año       |
| ---------------- | ---------- | --------- |
| Chelsea          | Inglaterra | 1998-2000 |
| Wimbledon FC     | Inglaterra | 2000      |
| Chelsea          | Inglaterra | 2001      |
| Fulham           | Inglaterra | 2001-2002 |
| Sheffield United | Inglaterra | 2002-2003 |
| Fulham           | Inglaterra | 2003      |
| Sheffield United | Inglaterra | 2003      |
| Fulham           | Inglaterra | 2003-2004 |
| West Ham United  | Inglaterra | 2004      |
| Sheffield United | Inglaterra | 2004-2005 |
| Burnley          | Inglaterra | 2005-2008 |
| Watford          | Inglaterra | 2008-2010 |
| Notts County     | Inglaterra | 2010-2011 |
| Rotherham United | Inglaterra | 2011-2012 |
| Portsmouth FC    | Inglaterra | 2012      |
| Maidstone United | Inglaterra | 2013      |

## Palmarés

### Campeonatos nacionales
| Título  | Club    | País       | Año  |
| ------- | ------- | ---------- | ---- |
| Copa FA | Chelsea | Inglaterra | 2000 |